# Foro Iberoamericano Sobre Estrategias de Comunicación
FISEC (Foro Iberoamericano Sobre Estrategias de Comunicación) es una asociación sin ánimo de lucro constituida en 2003 por un grupo de expertos académicos y profesionales como un espacio de puesta en común y de diálogo en el campo de la Comunicación y de la Estrategia, con la vocación de encontrar nuevas respuestas a los retos del presente. Hoy es una plataforma de intercambio y de trabajo que agrupa a más de 350 expertos de 100 universidades y 130 medios de comunicación, instituciones y empresas de países iberoamericanos, con capítulos en 11 países y colaboradores en Estados Unidos, Italia, Francia, Alemania y Rusia. Entre ellos el epistemólogo y ensayista francés Edgar Morin, el psicólogo español José Luis Pinillos, el filósofo colombiano Guillermo Hoyos, el antropólogo cultural Constantin Von Barloewen (Harvard University Council, de Estados Unidos), y los comunicadores y comunicólogos Jesús Martín Barbero (Pontificia Universidad Javeriana, Bogotá), Rafael Alberto Pérez (Universidad Complutense, Madrid), Jesús Galindo Cáceres (Tecnológico de Monterrey, México), José Carreño (Universidad Iberoamericana  de México DF y ex portavoz del Gobierno de México) y Sandra Massoni (Universidad de Rosario, Argentina)
A través de los debates de sus 11 Encuentros Internacionales y de una extensa bibliografía FISEC lidera el desarrollo de una nueva teoría estratégica que se explica en el libro Hacia una teoría general de la estrategia (Massoni, Sandra y Pérez, Rafael Alberto, 2009) y luego en 
"Nueva Teoría Estratégica. El paradigma emergente para la co-construcción y transformación de la realidad" (Herrara Echenique, Raúl y Pérez, Rafael Alberto, 2014)

## Visión
Preocupados por el hecho comprobado de que un alto porcentaje de las estrategias que implementan los agentes sociales termina fallando, los expertos de FISEC atribuyen en gran medida este hecho a la debilidad de las actuales formulaciones teóricas.
Si bien son numerosos los científicos que nos indican que la realidad es multidimensional y compleja, la mayoría de los actores sociales piensa (y piensa sus estrategias) de forma unidimensional, generalmente ligada a lo cuantitativo (dinero, negocios, éxito, share de audiencia…) y en términos confrontativos y antagónicos. Para FISEC esta circunstancia se debe a que los líderes actuales se han formado en paradigmas antiguos y por tanto carecen de pautas de cómo actuar en los nuevos escenarios: “Trabajan sobre mapas equivocados. Lo que genera que, la mayor parte de las veces, no cuenten con un mapa del territorio adecuado, ni con un modelo del proceso de transformación al que específicamente se enfrentan”

Otras disciplinas ya se han ajustado a los nuevos paradigmas y se han actualizado, pero la estrategia todavía no. FISEC nace con la misión de hacer esa transformación hacia una nueva teoría estratégica más humana y articuladora. Frente al paradigma de la racionalidad limitante, los miembros de FISEC ofrecen pensar desde la "relacionalidad".
Para FISEC no se trata una cuestión erudita sino de algo de gran alcance social pues, en opinión de sus expertos, el futuro de cuestiones políticas, económicas, sanitarias, educativas, etc. como la seguridad, la paz, la convivencia en pluralismo, el desarrollo sostenible… va a depender de los enfoques estratégicos que adopten frente a ellas los distintos agentes económicos y sociales. Sobre todo, de la importancia que en esas estrategias se asigne a la comunicación, la educación y al diálogo participativo. 

## Objetivos principales
La estrategia es una disciplina para la acción y por ello FISEC pretende aportar a los operadores estratégicos nuevos modelos de acción más adecuados a los retos del presente. 
El propósito de FISEC es que su grupo se abra a aquellos expertos, académicos y profesionales que desde sus distintas disciplinas y ámbitos tengan algo que aportar sobre la comunicación estratégica y lo quieran compartir, para lograr una nueva teoría estratégica como resultado del intercambio de sus ideas. Así, sus objetivos son: 
1. Convertirse en un espacio de diálogo internacional para que expertos, empresarios, líderes, investigadores, docentes y estudiantes puedan intercambiar ideas, proyectos, productos, conocimientos y experiencias para dinamizar sus avances en la teoría y práctica estratégica.
2. Ser un agente activo en la transformación de la estrategia de ciencia del conflicto a ciencia de la articulación social, refundando la disciplina desde nuevas visiones y propuestas.
3. Aportar nuevos modelos de acción estratégica más acordes con los nuevos retos y oportunidades, siempre desde los paradigmas científicos y sociales del siglo XXI.

## Actividades
FISEC lidera el desarrollo de una Nueva Teoría Estratégica, más relacional y articuladora y más focalizada en la innovación que en la confrontación. Busca además generar debates sobre nuevas corrientes de pensamiento estratégico en materia de educación, política, desarrollo socioeconómico, salud, seguridad y defensa, turismo, innovación, cultura… Para ello se celebran encuentros internacionales anuales. 
Se interesa en la investigación sobre aspectos de la estrategia poco tratados, como son la estrategia de comunicación en la web 2.0, los modelos estratégicos de acción y el modelo básico del proceso estratégico.
Finalmente romueve el intercambio de ideas y conocimientos a través de su página web, su revista académica y su blog.

## Cobertura geográfica
FISEC está presente en 22 países y ha constituido capítulos nacionales en 11 de ellos: España, Argentina, Brasil, Colombia, República Dominicana, Portugal, Perú, México y Costa Rica, Venezuela y Chile.